# The Greatest (James Blunt)
The Greatest è un singolo del cantautore britannico James Blunt, pubblicato il 17 aprile 2020 come settimo e ultimo estratto dal sesto album in studio Once Upon a Mind.

## Descrizione
Ballata pop scritta da James Blunt, Nate Cyphert e Steve Robson (che l'ha anche prodotta), il brano è stato pubblicato durante il periodo di pandemia di COVID-19. Il cantautore si è così espresso in merito:
Tutti i profitti generati nel 2020 sono stati devoluti al servizio sanitario nazionale inglese (NHS) a supporto della salute dei lavoratori in prima linea contro il virus.

## Video musicale
Il video musicale del brano, diretto da Jacob Wise, è stato pubblicato sul canale YouTube del cantautore il 17 aprile 2020. La clip ha come protagonisti "i giovani, i coraggiosi (e) i potenti" di cui Blunt canta, che assistono alla lotta contro il COVID-19.

## Tracce
Download digitale
1. The Greatest – 3:10

## Classifiche
| Classifica (2020) | Posizione massima |
| ----------------- | ----------------- |
| Belgio (Vallonia) | 69                |